# 凡爾賽 (伊利諾伊州)
凡爾賽（英語：Versailles）是位於美國伊利諾伊州布朗縣的一個村落。

## 地理
凡爾賽的座標為39°53′02″N 90°39′27″W / 39.88389°N 90.65750°W，而該地最高點為海拔高度186米（即610英尺）。

## 人口
根據2010年美國人口普查的數據，凡爾賽的面積為2.40平方千米，當中陸地面積為2.40平方千米，而水域面積為0.00平方千米。當地共有人口478人，而人口密度為每平方千米199人。